# EMac
O eMac, abreviação de educacional Mac, foi um computador desktop da linha Macintosh projetado e distribuído pela Apple Inc. Ele, originalmente, foi destinado para o mercado educacional, porém mais tarde ele foi disponibilizado como uma opção mais barata na linha, em alternativa a segunda geração do iMac com tela LCD. O eMac teve sua produção interrompida em julho de 2006.
O projeto do eMac se assemelha ao iMac de primeira geração. Comparado com o primeiro iMac, os eMacs apresentam um processador PowerPC G4, que é significativamente mais rápido que a geração anterior, a G3, bem como o painel CRT plano de 17 polegadas. Ao contrário do iMac G3, no entanto, o eMac não foi concebido para ser portátil, uma vez que pesa quase 23 kg e não possui uma alça de transporte.
O eMac foi retirado do mercado em 12 de outubro de 2005, e sua venda foi feita exclusivamente para instituições educacionais logo em seguida. Ele foi finalmente retirado de linha pela Apple em 5 de Julho de 2006, e foi substituído por uma versão mais barata do iMac que, como o eMac, foi originalmente vendido exclusivamente para instituições educacionais.

## Visão Geral
O eMac acabou assumindo o lugar do iMac G3, que estava próximo de ser descontinuado, para se tornar o produto de entrada da linha Macintosh entre 2003 a 2005, enquanto o iMac G4 foi posicionado como high-end. O eMac geralmente oferecia desempenho e características semelhantes ao iMac G4, enquanto eles eram vendidos lado a lado. O eMac foi gradualmente substituído pelo iMac G5 entre 2005 e 2006.
A Apple introduziu o eMac em abril de 2002. O eMac foi originalmente destinado exclusivamente para instituições de ensino, mas a demanda por ele era tão alta que um mês depois do seu lançamento ele foi disponibilizado para o varejo em geral. No mercado de varejo, ele foi posicionado como uma alternativa de baixo custo para o iMac G4 de segunda geração lançado recentemente (conhecido durante sua vida como "o novo iMac", e como iMac G4 após a interrupção). O novo iMac com tela LCD, na época em que foi lançado, era significativamente mais caro do que uma versão com monitor CRT, de modo que o eMac foi considerado a atualização mais acessível para aqueles que procuram mais poder de processamento do que o primeiro iMac.
O eMac contou com um monitor CRT tela plana de 17 polegadas (430 mm), um processador Freescale PowerPC G4 rodando a 700 ou 800 MHz , uma placa de vídeo integrada NVIDIA GeForce2 MX, e alto-falantes estéreo Harman Kardon de 18 watts. Os modelos de varejo foram lançados ao preço de US$ 1.099 e US$ 1.499 dólares, que aumentou a diferença de preço entre os US$ 799 dólares do iMac G3 e os US$ 1.499 dólares do iMac G4.
A Apple descontinuou a linha iMac G3 em março de 2003, mas não conseguiu preencher o "buraco" de preço até maio de 2003, quando a linha eMac foi atualizada e seu preço foi reduzido para os níveis dos iMac antigos. A revisão trouxe uma atualização na velocidade do processador 800 MHz e 1 GHz e o chipset de vídeo foi substituído pelo chip gráfico ATI Radeon 7500.
O eMac foi aprimorado em outubro de 2003, quando o modelo de 800 MHz foi descontinuado e o modelo de 1 GHz teve cortes nos preços. O modelo mais caro, de 1 GHz, incluía um SuperDrive. Este modelo foi notável por ser um dos micros mais baratos da época em que poderia queimar DVDs . A última revisão do eMac era capaz de executar o sistema operacional da Apple Mac OS 9 nativamente e o último modelo Macintosh vendidos que manteve o suporte ao processador PowerPC.
A próxima revisão da linha eMac veio em abril de 2004, com a inclusão de módulos DDR SDRAM, um processador mais rápido rodando a 1,25 GHz, e uma melhora no chipset gráfico, substituído pelo chip Radeon 9200. A última revisão aconteceu em maio de 2005, quando uma CPU mais rápida rodando a 1,42 GHz e chipset gráfico Radeon 9600 Radeon e maiores capacidades dos discos rígidos foi implementada.
Em 12 de outubro de 2005, a Apple mais uma vez restringia as vendas do eMac às instituições educacionais e voltou para o seu plano de marketing "Pela Educação" que havia sido anexado ao produto originalmente. A empresa re-implementou esta medida restritiva por razões não especificadas. Alguns analistas acreditam que a Apple queria forçar o público a comprar o mais caro Mac mini ou até mesmo o iMac, onde ela tinha maiores margens de lucro. Além disso, o eMac foi o único produto com monitor CRT mantido em linha na Apple, que o tornou um pouco volumoso em comparação com novas ofertas que tinham formatos mais compactos, devido à telas de LCD. O barateamento das telas LCD também empurraria para baixo os preços do iMac G5, no entanto, o eMac ainda estava disponível para venda ao público em geral através de alguns sites varejistas de terceiros.
Em 5 de julho de 2006, toda a linha eMac foi descontinuada. Uma "configuração educacional" do iMac Core Duo foi apresentado no mesmo dia, porém possuindo uma unidade Combo ao invés de um SuperDrive e um disco rígido menor, de 80 GB.
Os eMacs de primeira geração vinham originalmente com Mac OS 9.2.2 e suporte ao Mac OS X que começava na versão OS X 10.1.4 e terminava no 10.5. Com exceção de algumas unidades de 1 GHz não equipados com uma unidade SuperDrive, os modelos a partir de 1 GHz não poderiam inicializar o OS 9, enquanto os eMacs mais antigos, com processador abaixo de 1 GHz não suportam oficialmente o Mac OS X v10.5 (os requisitos mínimos são um processador G4 de 867 MHz e 512 MB de RAM). O eMac não pode executar o OS X 10.6 (Snow Leopard) ou superior, porque o Snow Leopard requer um processador Intel.